# Nachbarschaftsinitiative
Nachbarschaftsinitiative bezeichnet den Zusammenschluss von Bürgern oder Institutionen, die in räumlicher Nähe zueinander ansässig sind, um gemeinsame Interessen zu bündeln.
Ziel ist dabei in der Regel die Erhöhung der Lebensqualität in der Nachbarschaft.
Gegenstand sind dabei u. a. gemeinsame Veranstaltungen zur Begegnung in der Nachbarschaft, wie Straßen-, Orts- oder Stadtteilfeste, oder regelmäßige Treffen und Kulturveranstaltungen, Maßnahmen zur Verbesserung der sozialen Lage, der baulichen Gegebenheiten, der Verkehrssituation, der Gewerbestruktur und die Vertretung der gemeinsamen Interessen gegenüber der Kommunalverwaltung als eine Ausprägungsform der Bürgerbeteiligung. Bürgerversammlungen werden ebenfalls häufig von Nachbarschaftsinitiativen initiiert.
Nachbarschaftsinitiativen sind häufig in der Form von Stadtteil- oder Ortsvereinen organisiert.
Sie sind im Rahmen der Zivilgesellschaft eine Ausprägungsform der Bürgerinitiative mit lokaler Schwerpunktsetzung.
Nachbarschaftsinitiativen werden in vielen Städten auch von der Kommunalverwaltung im Rahmen von Programmen zum Quartiersmanagement initiiert und gefördert.